# 어베스트

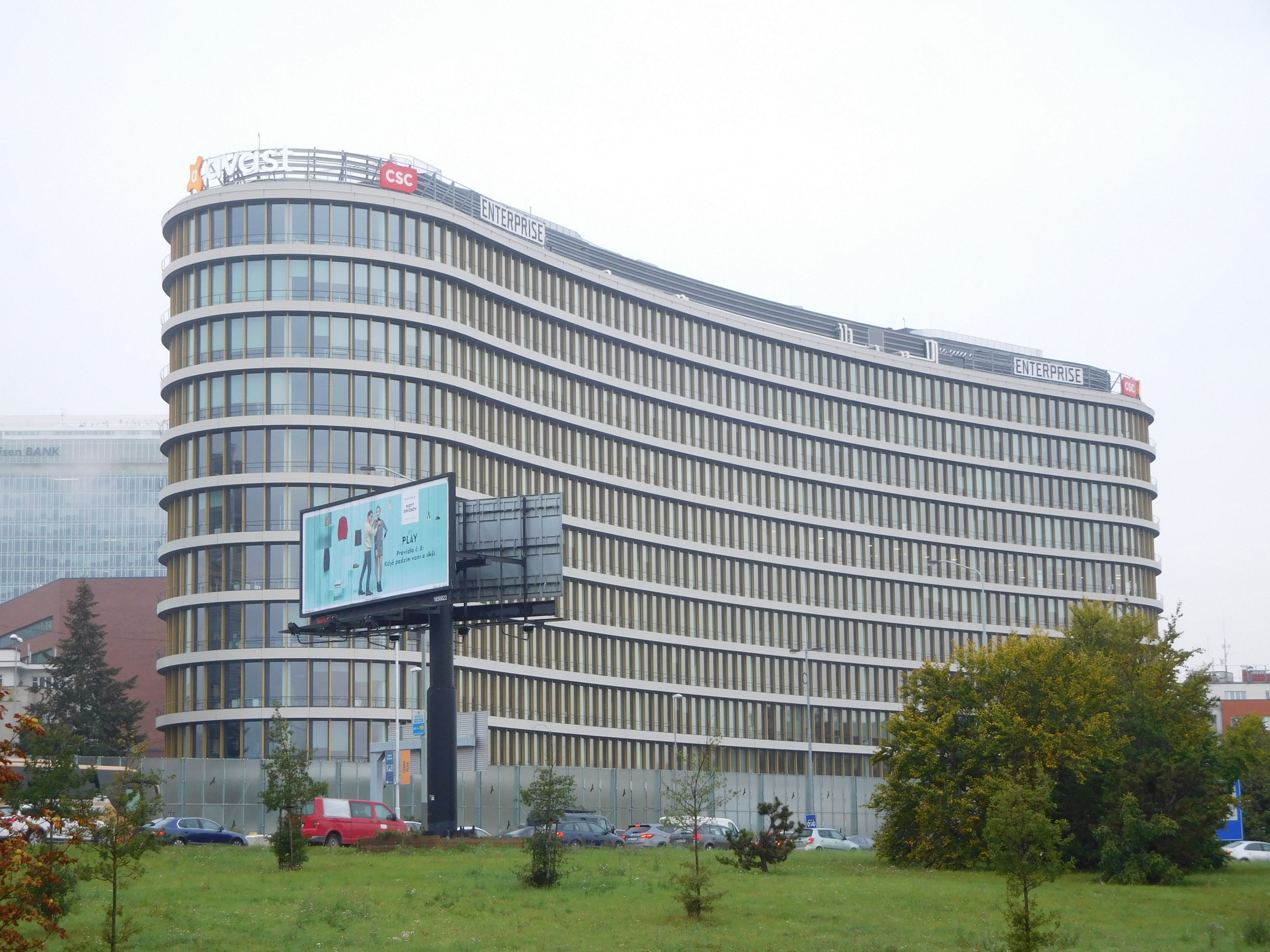
엔터프라이즈 오피스 센터 건물. 프라하에 본사가 있다.

어베스트 소프트웨어(Avast Software s.r.o.)는 컴퓨터 보안 소프트웨어, 기계 학습, 인공지능을 연구개발하는, 체코 프라하에 본사를 둔 체코의 다국적 사이버보안 소프트웨어 기업이다. 어베스트는 한 달 간 435,000,000명 이상의 활동 사용자가 있으며 2018년 1월 기준으로 전 세계 악성 소프트웨어 방역 애플리케이션 가운데 가장 많은 시장 점유율을 차지하고 있다. 이 기업의 직원 수는 전 세계 25개 오피스에서 대략 1,700명이다.
어베스트는 1988년 협동조합으로서 Pavel Baudiš와 Eduard Kučera가 설립하였다. 2010년 이후로 유한책임회사가 되었고 2018년 5월 기업공개되었다. 2016년 7월 어베스트는 경쟁사 AVG 테크놀로지스를 1,300,000,000 달러에 인수하였다. 당시 AVG는 3위 안티바이러스 제품이었다.

## 같이 보기
- 바이러스 검사 소프트웨어 비교